# همه‌چیز من (آلبوم آریانا گرانده)
همه چیز من (به انگلیسی: My Everything) دومین آلبوم استودیی خواننده‌ی آمریکایی آریانا گرانده است که در ۲۲ اوت ۲۰۱۴ توسط ریپابلیک رکوردز منتشر شد. گرانده برای تهیه کنندگی آلبوم با تعدادی از تهیه‌کنندگان و آهنگ نویس‌هایی از جمله مکس مارتین، شلبک، بنی بلانکو، رایان تدر، دارک‌چایلد، ایلیا سلمان زاده، زد و دیوید گتا همکاری کرد.
گرانده می‌خواست همه چیز من تحولی از آلبوم ارادتمند شما باشد؛ با محتوا و استایل موسیقی بالغ تر و متنوع تر. همه چیز من یک آلبوم پاپ و آر اند بی است که سبک آر اند بی کلاسیک دهه ۱۹۹۰، و همچنین سبک‌های جدید مانند موسیقی رقص الکترونیک، الکتروپاپ، و دنس پاپ را هم در آلبوم دارد. همه چیز من با فروش ۱۶۹٬۰۰۰ کپی در هفته اول به رتبه ۱ جدول بیلبورد ۲۰۰ رسید و تبدیل به دومین آلبوم رتبه اول گرانده در آمریکا شد. همه چیز من دو مدرک پلاتینیوم از انجمن صنعت ضبط موسیقی ایالات متحده آمریکا دریافت کرد که برابر است با ۲ میلیون فروش در آمریکا. همه چیز من یکی از محبوب‌ترین آلبوم‌های سال ۲۰۱۴، ۲۰۱۵ و دهه ۲۰۱۰ در جدول بیلبورد ۲۰۰ است. این آلبوم در کشورهای استرالیا و کانادا به رتبه ۱ رسید و در ۱۰ آلبوم برتر ۲۰ کشور دیگر قرار گرفت. همه چیز من نقدهای مثبتی از طرف منتقدان موسیقی دریافت کرد، و در لیست‌های بهترین آلبوم‌های آخر سال ۲۰۱۴ قرار گرفت. در پنجاه و هفتمین مراسم جایزه گرمی در ۲۰۱۵، همه چیز من در بخش جایزه گرمی بهترین آلبوم آواز پاپ نامزد شد.
همه چیز من پنج تک آهنگ داشت که همه آن‌ها به موفقیت جهانی رسیدند. اولین تک آهنگ، «مشکل»، رکوردهای فروش دیجیتالی را با انتشار خود شکست و به رتبه ۲ در بیلبورد ۱۰۰ آمریکا رسید. دومین تک آهنگ، «خلاصی»، در آمریکا به رتبه ۴ رسید. سومین تک آهنگ، «بنگ بنگ»، به رتبه ۳ در آمریکا و به رتبه ۱ در سطح بین‌المللی رسید. چهارمین تک آهنگ، «بیشتر دوستم داشته باش»، به رتبه ۷ در آمریکا رسید. پنجمین تک آهنگ، «برای آخرین بار»، به رتبه ۱۳ در آمریکا و به رتبه ۲ در انگلستان رسید. به دلیل موفقیت تک آهنگ‌های همه چیز من، گرانده بیشترین آهنگ‌ها را در ۱۰ آهنگ برتر جدول بیلبورد ۱۰۰ در سال ۲۰۱۴ داشته‌است. برای تبلیغ و حمایت بیشتر از آلبوم، گرانده تور ماه عسل را در ۲۰۱۵ برگزار کرد.

## پس زمینه و ضبط
می‌خواهم این آلبوم کمی متفاوت باشد. نمی‌خواهم این آلبوم مانند ارادتمند شما باشد. می‌خواهم مانند تکاملی از ارادتمند شما باشد. می‌خواهم سبک‌های جدید را امتحان کنم. من ایده‌هایی دارم که دربارهٔ آن‌ها هیجان زده هستم.— آریانا گرانده، دربارهٔ آلبوم
اولین آلبوم گرانده، ارادتمند شما، در ۳ سپتامبر ۲۰۱۳ منتشر شد که مورد تحسین منتقدان قرار گرفت. در همان ماه، در مصاحبه ای با رولینگ استون، گرانده گفت که او آهنگ نوشتن و کار کردن روی آلبوم استودیویی دوم خود را شروع کرده‌است و تا آن زمان ۲ آهنگ را کامل کرده بود. جلسات ضبط در اکتبر ۲۰۱۳ شروع شد و گرانده با تهیه‌کننده‌های آلبوم قبلی خود، هارمونی سموئلز و تامی برون همکاری کرد. گردانده اول می‌خواست آلبوم را در فوریه ۲۰۱۴ منتشر کند. در ژانویه ۲۰۱۴، گرانده تأیید کرد که او با تهیه‌کننده‌ها رایان تدر، ساوان کوتچا، بنی بلانکو، کی وین، و مکس مارتین همکاری داشته. گرانده در اواخر فوریه گفت اسم آلبوم الهام گرفته از آهنگی است که او در آخر آن هفته ساخته بود و آهنگ صادقانه ای بود و باعث گریه او می‌شد.
در ۳ مارس ۲۰۱۴ اعلام شد که گرانده در پنجمین تک آهنگ آلبوم ایکس از کریس براون به اسم «به مدت طولانی دور نباش» همکاری داشته. این تک آهنگ قرار بود در ۲۵ مارس ۲۰۱۴ منتشر شود. این حال، به دلیل ارسال براون به زندان و انتظار برای محاکمه به اتهام حمله، انتشار این تک آهنگ به تعویق افتاد. گرانده تأخیر آهنگ را در ۱۷ مارس ۲۰۱۴ از طریق توییتر اعلام کرده بود «عشق‌های من… بنابراین واضح است که اخیراً برخی چیزها تغییر کرده‌است… بنابراین ما باید شمارش معکوس «به مدت طولانی دور نباش» را به تأخیر بیندازیم، برخی از امور از کنترل ما خارج است.» همان شب او برای جبران تأخیر انتشار تک آهنگ، جریانی زنده برگزار کرد و در آنجا چهار آهنگ جدید از آلبوم دوم خود را به نمایش گذاشت. دو روز بعد، گرانده اعلام کرد که به دلیل تأخیر انتشار آهنگ، او اولین تک آهنگ از آلبوم استودیویی دوم خود را منتشر خواهد کرد. گرانده کار کردن روی آلبوم را در اواخر مه ۲۰۱۴ به اتمام رساند. در ۲۸ ژوئن ۲۰۱۴، گرانده تأیید کرد که اسم آلبوم «همه چیز من» است و در ۲۵ اوت ۲۰۱۴ منتشر خواهد شد. عکس‌های آلبوم در ۲۷ مه ۲۰۱۴ گرفته شدند. گرانده گفت که او عکس آلبوم را انتخاب کرده‌است به این دلیل که «هر آهنگ موضوع قوی دارد که من می‌خواستم آلبوم عکس ساده ای داشته باشد. تا ما بتونیم برای هر آهنگ ایده‌ها و موضوعات تصویری بیشتری بسازیم.»

## موسیقی و متن آهنگ‌ها
همه چیز من یک آلبوم پاپ و آر اند بی است. این آلبوم، مانند آلبوم اول گرانده ارادتمند شما، به سبک آر اند بی کلاسیک دهه ۹۰ میلادی بازمی‌گردد. آنی زالسکی از کلوپ ای وی، آلبوم را به عنوان «بازگشت سریع موسیقی پاپ ملودرام به دهه ۸۰ و ۹۰» توصیف کرد. آلبوم آهنگ‌هایی با سبک‌های موسیقی رقص الکترونیک، هیپ هاپ، و بالاد احساسی که با پیانو نواخته شده بود را داشت. آلبوم با آهنگ «معرفی» آغاز می‌شود، در آن گرانده خطاب به طرفداران خود می‌گوید: «قول می‌دهم تمام آنچه را که دارم به شما بدهم و نه هیچ چیزی کمتر». دومین آهنگ آلبوم و اولین تک آهنگ، «مشکل»، یک آهنگ با تمپوی سریع است که سبک آن دنس پاپ است و از سبک‌های آر اند بی، جاز، هیپ هاپ و فانک الهام گرفته‌است. رپ آپ آهنگ را به عنوان «یک آهنگ اعتیاد آور با شیپور که در آن گرانده با خیال راحت استقلال خود را نشان می‌دهد» تعریف کرد. این آهنگ یک ورس قدرت بخش از ایگی آزیلیا و یک هوک از نجوای بیگ شان دارد. «برای آخرین بار» یک آهنگ دنس پاپ و موسیقی رقص الکترونیک لایت است. این آلبوم با آهنگ «چرا تلاش کنم» ادامه میابد که با همکاری رایان تدر و بنی بلانکو نوشته و تهیه شده‌است و این بخشی از متن آهنگ است «اکنون فقط جیغ می‌کشیم تا ببینیم چه کسی صدایش بلندتر است». بعضی منتقدان این نظریه را ابراز کردند که این آهنگ، آهنگسازی شبیه به آهنگ «بوس» از بیانسه (۲۰۱۳) دارد که این آهنگ هم توسط رایان تدر تهیه شده بود. آهنگ بعدی یک آهنگ به سبک موسیقی رقص الکترونیک به نام خلاصی است. این آهنگ سبک‌های موسیقی رقص الکترونیک و الکترو را ترکیب می‌کند. گرانده در مصاحبه با بیلبورد، این ترانه را «فوق‌العاده و بسیار آزمایشی برای او» توصیف کرد و اظهار داشت «من هرگز فکر نمی‌کردم که یک آهنگ در سبک موسیقی رقص الکترونیک بسازم، اما این یک تجربه چشم نواز بود و اکنون همه آنچه می‌خواهم انجام دهم رقص است.» در اولین بالاد از سه بالاد آلبوم، «بهترین اشتباه»، بیگ شان حضور دارد. بیلبورد آن را اینگونه توصیف کرد «بالاد مودی که با هر گوش دادن، چسبناک تر می‌شود، «بهترین اشتباه» مجموعه ای مرتب از جزئیات چشمگیر تولید را در خود دارد، و ملودی‌های لحظه ای در بین آن‌ها است.» از نظر موسیقی، این آهنگ یک بالاد پیانوی هیپ هاپ است که از سازهای زهی و دستگاه درام درست شده‌است.